# Gigantactis balushkini
Gigantactis balushkini är en fiskart som beskrevs av Kharin, 1984. Gigantactis balushkini ingår i släktet Gigantactis och familjen Gigantactinidae. Inga underarter finns listade i Catalogue of Life.